# Раади
Гробището „Раади“ (на естонски: Raadi kalmistu) е най-голямото и най-старо гробище в квартала Раади-Круусмяе на град Тарту, Естония.
Основано през 1773 година, то е единственото гробище в града до 1841 година. То е най-голямото балтийсконемско гробище в Естония, след премахването на гробището „Копли“ в Талин.

## История
Между 1771 и 1772 г. руската императрица Екатерина Велика издава едикт, който постановява, че от този момент нататък никой починал човек (независимо от социалното му положение или класовия произход) не трябва да бъде погребван в църковна крипта или църковен двор. Всички погребения трябвало да се извършват в нови гробища, които трябвало да бъдат построени в цялата руска империя и трябвало да бъдат разположени извън границите на града.
Тези мерки са имали за цел да преодолеят задръстванията на градските църковни крипти и гробища и са бяла предизвикани от редица огнища на силно заразни болести, свързани с неадекватни погребални практики в градските райони. Най-голямо влияние оказва опустошителната епидемия Черната смърт, която довежда до чумния бунт в Москва през 1771 г.
За гробището е отредено парче земя отвъд река Емайъги. Името на гробището се свързва с намиращо се в близост имение. Гробището е официално открито на 5 ноември 1773 г. като енорийско градско гробище Св. Йоан. То е служил и като гробище на Тартуския университет. Служи като единственото гробище в града до 1841 г. Гробището на Раади заменя старите градски гробища Св. Антоний и Св. Анна.
Погребенията в гробището драстично намаляват след прехвърлянето на балтийското германско население в Западна Полша в края на 1939 г. Погребенията в гробището продължават в много по-малък мащаб до 1944 г., главно сред онези балтийски германци, които са отказали призива на Хитлер да напуснат регионът.
В съветско време гробът на Юлий Куперянов, загинал по време на Естонската Освободителната война (1919 г.), се превръща в символ на съпротивата, където тайно се носят цветя и свещи. Обелискът на гроба е дело на скулптора Яан Коорт (1925).
В тържествени дни гробището се посещава от първите лица на Естония, тук се провеждат събития, посветени на годишнините от подписването на Тартуския мирен договор – лидерите на град Тарту поднасят венци на гроба на Юлий Куперянов.
До началото на 21-ви век разширяването на града е преминало отвъд границите на гробището и се създават алтернативни гробища на други места в града. Булевард „Дугласка ела“, разположен в гробището, е под охрана.

## Личности, погребани в гробището
В гробището „Раади“ са погребани много известни личности, сред които:
- Август Сабе (1909 – 1978), естонски антикомунист
- Александър Бунге, (1803 – 1890), руски ботаник
- Амалия Конса (1873 – 1949), естонска актриса
- Анна Хаава (1864 – 1957), естонска поетеса и преводачка
- Бети Алвер, (1906 – 1989), естонска поетеса
- Виктор Мейзинг (1925 – 2001), естонски еколог
- Григорий Хелмерсен, (1803 – 1885), руски геолог
- Густав Тайхмюлер (1832 – 1888), немски философ
- Едмънд Русов (1841 – 1897), балтийски биолог
- Ерик Кумари (1912 – 1984), естонски натуралист и природозащитник
- Зара Минц (1927 – 1990), естонски литературен учен
- Йохан Волдемар Янсен (1819 – 1890), естонски журналист и поет
- Каарел Ирд (1909 – 1986) съветски естонски актьор, театрален режисьор, учител, общественик. Народен артист на СССР
- Калев Аро (1915 – 1974), естонски партизанин[7]
- Карл Готфрид Константин Дехио (1851 – 1927), балтийски интернист
- Карл Ернст Клаус (1796 – 1864), немско-руски химик и натуралист
- Карл Ернст фон Баер, (1792 – 1876), руски биолог
- Карл Шмид (1822 – 1894), балтийски химик
- Лаури Аус (1970 – 2003), естонски колоездач
- Леонхард Мерзин (1934 – 1990), естонски актьор
- Лудвиг Пуузеп (1875 – 1942), естонски хирург
- Мийна Хярма (1864 – 1941), естонски композитор[8]
- Михкел Веске (1843 – 1890), естонски поет и езиковед
- Олеви Кул (1955 – 2007), естонски еколог
- Освалд Туминг (1914 – 1992), естонски и съветски писател, драматург, сценарист, журналист
- Оскар Лоориц (1900 – 1961), естонски фолклорист
- Ото Вилхелм Мазинг (1763 – 1832), балтийски писател
- Пол Арист (1905 – 1990), естонски лингвист
- Рейн Лу (1945 – 2020), естонска актриса[9][10]
- Рудолф Хензи (1794 – 1829), швейцарски ориенталист и теолог[11]
- Уку Масинг (1909 – 1985), естонски философ и фолклорист
- Фадей Българин (1789 – 1859) – руски писател, журналист, критик[12]
- Франц Епинус, (1724 – 1802), немски физик
- Фридрих Бидер (1810 – 1894), балтийски физиолог
- Фридрих Парот (1791 – 1841), балтийски натуралист и пътешественик
- Фридрих Райнхолд Кройцвалд (1803 – 1882), естонски писател
- Фридрих Роберт Фаелман (1798 – 1850), естонски филолог
- Харалд Керес (1912 – 2010), естонски физик
- Херман Гуидо фон Самсон-Химелстиерна (1809 – 1868), балтийски лекар
- Хуго Трефнер (1845 – 1912), естонски педагог
- Юлий Куперджанов, (1894 – 1919), естонски военен офицер[13].
- Юрий Лотман, (1922 – 1993), семиотик и културолог
- Яан Ейларт (1933 – 2006), естонски фитогеограф и природозащитник